# Cmentarz wojskowy w Pietà (Malta)
Cmentarz wojskowy w Pietà na Malcie – cmentarz personelu wojskowego i ich rodzin. Znajduje się na terenie południowo-zachodniego przedmieścia Valletty – Pietà, przy bocznej ulicy Triq id-Duluri.
Poniższa ilość grobów na cmentarzu jest pod opieką CWGC:
- 1303 ofiar z I wojny światowej pochowanych lub upamiętnionych na cmentarzu (w tym 20 indyjskich żołnierzy i robotników armii indyjskiej, którzy zostali poddani kremacji na cmentarzu Lazaretto)
- 166 pochówków z II wojny światowej
- 772 niewojenne groby
- 15 grobów wojennych innych narodowości spoza Wspólnoty Narodów.

Na cmentarzu pochowana jest znaczna liczba personelu militarnego z Australii oraz Nowej Zelandii; jest to największa na Malcie koncentracja pochówków żołnierzy tych narodowości.
Pierwsi brytyjscy żołnierze zostali pochowani na cmentarzu w 1866. Większość pochowanych i upamiętnionych na cmentarzu to ofiary dwóch wojen światowych (ale głównie pierwszej), wielu w grobach wspólnych. Ostatniego możliwego do zidentyfikowania żołnierza lub członka rodziny pochowanego w tym miejscu trudno jest ustalić, ponieważ jest to mieszany cmentarz cywilno-wojskowy.
Cmentarz również nie uniknął nalotu bombowego, których Valletta i jej okolice doświadczyły podczas II wojny światowej, a w kwietniu 1941 zespół saperski został wezwany do zajęcia się ośmioma niewybuchami, które spadły na cmentarz. Zespołowi udało się rozbroić bomby bez eksplozji.
W 1978 maltańskie cmentarze pod opieką CWGC stały się centrum dyskusji, kiedy ówczesny premier Malty Dom Mintoff rozważał likwidację cmentarzy wojennych na wyspie, zapowiedź nie została jednak spełniona.
Istnieje wiele cmentarzy i miejsc, którymi opiekuje się rząd brytyjski pod auspicjami CWGC, a na Malcie większe cmentarze grobów wojennych można znaleźć w następujących miejscach:
- Cmentarz wojskowy w Pembroke
- Cmentarz Royal Navy w Kalkarze
- Cmentarz wojskowy Mtarfa w Attard
- Malta Memorial – Valletta (grób nieznanego żołnierza)